# 金景陵
景陵，是中国金朝第五代皇帝金世宗的父亲完颜宗尧的陵墓。
天会十三年（1135年）完颜宗尧死后，陪葬其父金太祖的和陵。金世宗即位，追尊谥号立德显仁启圣广运文武简肃皇帝，庙号睿宗。大定二年（1162年），改葬父亲于大房山（今北京市房山区），陵号景陵。明朝末年，因为后金反明，被明朝政府破坏。北京文物研究所经过多年考古工作，在房山找到景陵，出土有墓碑及献殿的石刻等文物。